# Отто Мангольд
Отто Манґольд (нім. Otto August Mangold; 4 листопада 1891, Ауенштайн — 2 липня 1962, Гайлігенберг) — німецький ембріолог та експериментальний біолог, учень Ганса Шпемана.

## Біографія
Походив з селянської родини. Навчався в Тюбінгенському, Фрайбурзькому та Ростокському університетах. У Ростоку познайомився з Гансом Шпеманом, у лабораторії якого почав дослідження. Втім був призваний на Першу світову війну, служив у німецькій авіації. Після війни закінчив університет та поступив у лабораторію Шпемана у Зоологічному інституті в Фрайбурзі. Там же познайомився та у жовтні 1921 року одружився з Гільдою Прошолдт.
Захистив дисертацію в лабораторії Шпемана. 1924 року був призначений завідувачем відділу експериментальної біології в  Інституті біології Товариства кайзера Вільгельма у Берліні. Невдовзі після переїзду Гільда загинула, отримавши опіки при пожежі.
У 1933 році був призначений завідувачем кафедри механіки розвитку в Університеті Ерлангена—Нюрнберга.
1937 року за рекомендацією Шпемана замінив його на посаді директора Зоологічного інституту у Фрайбурзі. Тоді ж вступив до націонал-соціалістичної партії. Завдяки цьому в 1938-1941 роках був призначений ректором Фрайбурзького університету. 
У 1940 році обраний членом Німецької академії природодослідників «Леопольдина» за секцією зоології.
У 1942-1945 роках був редактором журналу «Wilhelm Roux’ Archiv für Entwicklungsmechanik der Organismen». Після 1945 року був звільнений з університету й до смерті працював завідувачем відділу ембріології у приватному інституті в Гайлігенбергу. 
Згодом одружився ще раз на жінці на ім'я Ельза. Ельза Мангольд певний час працювала секретарем представництва квакерів у Фрайбурзі. Вона заповіла гроші Німецькому товариству біології розвитку, яке на них започаткувало Премію Отто Мангольда, що вручалася з 1981 до 2009 року.